# Keep Calm and Carry On
«Keep Calm and carry on» (en castellano: «Mantén la calma y sigue adelante») es un póster producido por el gobierno del Reino Unido en 1939, al inicio de la Segunda Guerra Mundial, con el objetivo de subir la moral de la ciudadanía del país bajo amenaza de una invasión inminente. Fue poco conocido y nunca usado.

Póster de "Keep Calm and Carry On" (1939).

El póster fue redescubierto en 2000, y ha sido relanzado por una serie de compañías como tema decorativo para una serie de productos. Se conocían sólo dos ejemplares originales del póster en el dominio público, hasta que una colección de cerca de 15 originales fueron expuestos en el show televisivo Antiques Roadshow en 2012 por la hija de un exmiembro del Cuerpo Real de Observadores (Royal Observer Corps, ROC).
Debido a su sentido ligeramente irreverente se han lanzado parodias al póster, sustituyendo el «Carry On» por otras frases, por ejemplo «Keep Calm and Evade the Police» («Mantenga la calma y eluda a la policía») o «Keep Calm and Call Batman» («Mantenga la calma y llame a Batman»), siendo rápidamente propagados en redes sociales.